# 峰 (たばこ)
峰（みね）とは、日本専売公社（現・日本たばこ産業）が1973年（昭和48年）から発売していた紙巻きたばこである。2010年（平成22年）1月に、日本国内の煙草屋での販売が終了し、免税店販売や輸出のみとなった。“マイン”と誤読されるのを避けるため、アルファベット表記は『MI-NE』となっている。

## 概要
パッケージはボックスタイプチャコールフィルターを使用。1984年（昭和59年）発売、1985年（昭和60年）廃止の「匠」、2005年（平成17年）発売、2006年（平成18年）廃止の地域限定たばこの「凛」などと続いた漢字1文字の銘柄は、これにて日本国内での販売が終了となった。
主に料理関係の雑誌などで広告展開していたことから、「味にうるさい人のためのタバコ」として認知された。また、煙草屋でも取り扱いが少なく入手困難であったため「幻のタバコ」などと揶揄された事もある。
空港免税店や日本国以外で販売されているパッケージは、国内販売されていた頃のパッケージの背景に風のような模様を入れたデザインが採用されていたが、2011年に入り、ロゴの下に筆で書いたような斜線を入れたデザインに、2019年に「峰」をより強調したデザインに変更されている。

## 販路
日本製ながら日本では取扱店が少なかった。
台湾では多くのコンビニエンスストアで売られているほか、空港の免税店などでも販売されている。2011年には、峰2011がゴールドパッケージで発売されている。2019年現在は台湾での現地生産に移行している。